# William Fielding Ogburn
William Fielding Ogburn (Butler, 29 giugno 1886 – Tallahassee, 27 aprile 1959) è stato un sociologo statunitense.

## Biografia
È stato docente all'Università di Chicago e direttore del Journal of the American Statistical Association. È noto soprattutto per il volume Social Change with Respect to Culture and Original Nature del 1922, in cui ha presentato la teoria del "ritardo culturale" (cultural lag).

## Ritardo culturale
Secondo la teoria del ritardo culturale esiste uno squilibrio tra la cultura materiale e quella non materiale: la prima si sviluppa più rapidamente della seconda, così che la cultura non materiale (ideologia, valori, religione) è costretta ad adattarsi ad essa, configurandosi appunto come "cultura adattiva". 
Ogburn ritiene anche che vi sia uno squilibrio tra i mutamenti biologici e i mutamenti culturali. Mentre i primi sono lentissimi (la struttura psicofisica dell'uomo è quasi immutata nei millenni), i secondi sono molto rapidi. Vi è quindi uno squilibrio tra la natura biologica e l'espressione culturale dell'uomo, che diviene più profondo in seguito ad ogni nuova conquista della scienza e della tecnica.